# Itabō

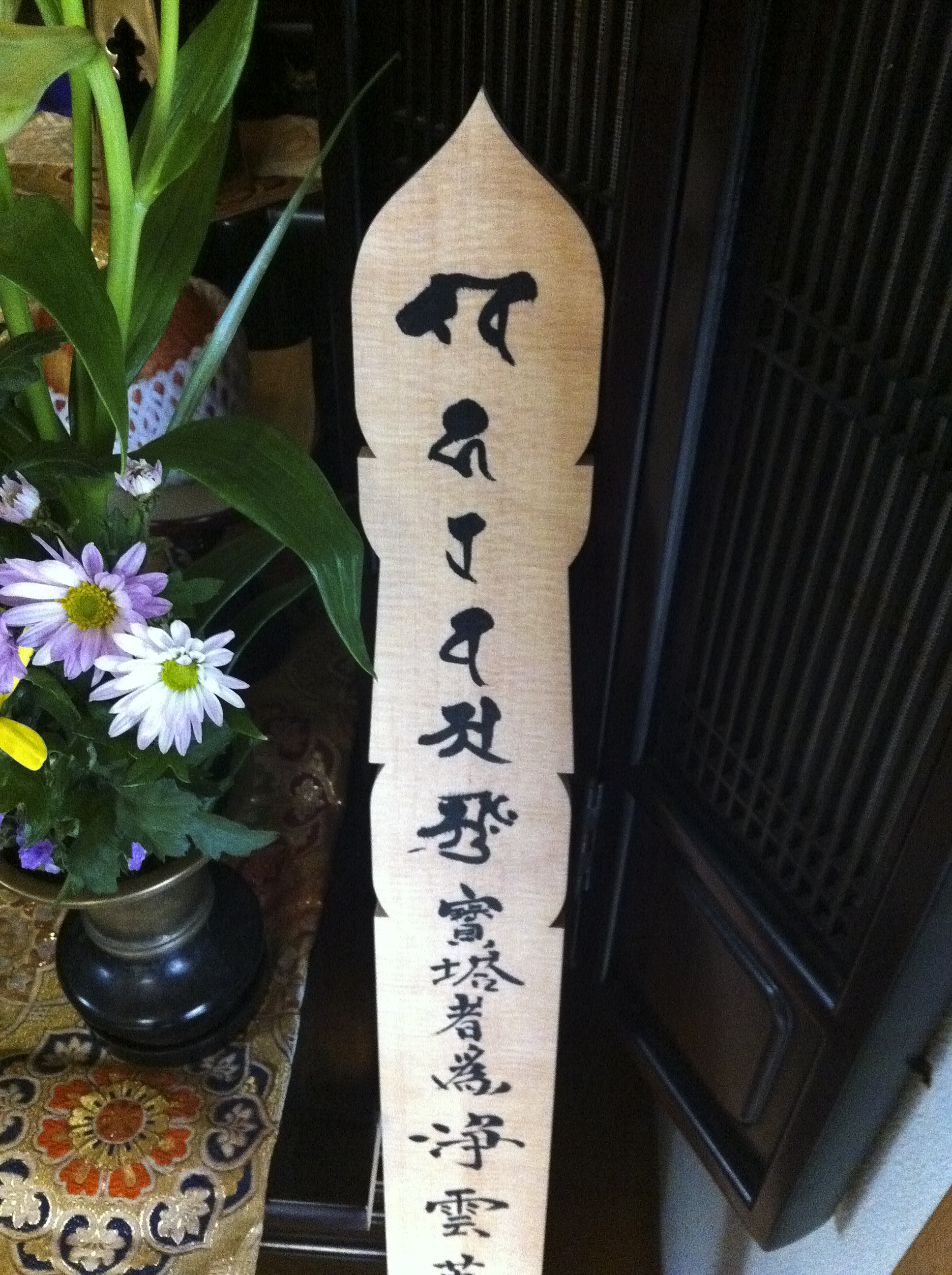
Itatōba (sotōba)
(met herkenbare vijfdeling)

Itabō, itatōba (板塔婆), hiratōba (平塔婆, ひらとうば), itagōba, bantōba, pantapo（板塔婆、いたとうば、いたとば）is een Japanse pagode (tō) in de vorm van een lange smalle houten plank met onderverdeling in vijven, die wordt gebruikt als gift bij een graf. Het is een plat-houten grafgift met inscripties, dat ter herdenking bij een graf of leunend tegen de grafmonument wordt geplaatst. De inscripties bevatten sūtra en de postume naam van de overledene. Een Itatōba wordt vaak sotōba genoemd, een algemene term en Japanse transliteratie van stoepa.
Itatōba is een pagode in de vorm van een lange houten bord dat ter nagedachtenis wordt opgesteld bij een graf. Het is overdekt met uitgebreide inscripties. Op de itatōba staan teksten, waarin onder andere vermeld staan de postume erenaam die de overleden heeft gekregen; de overlijdensdatum; soetra's, afhankelijk van de boeddhistische sekte en sanskriet-karakters, die de kosmologische elementen aangeven. 
Itatōba (letterlijk: bord- of plaatpagode of plaatstoepa) is gemaakt in een vorm die in principe te vergelijken valt met een gorintō, wat hier aan de hand van inkepingen aan de zijrand is te onderscheiden, en de vijf boeddhistische kosmologische elementen vertegenwoordigen: Lucht of Leegte, Wind, Vuur, Water en Aarde van boven naar beneden. Elke itatōba heeft zo een gestileerd 'juweel', omgekeerde halve bol, een piramide, een bol en kubus. 
| Indeling van Itabō, itatōba, hiratōba, itagōba, bantōba of pantapo | Indeling van Itabō, itatōba, hiratōba, itagōba, bantōba of pantapo | Indeling van Itabō, itatōba, hiratōba, itagōba, bantōba of pantapo |
| ------------------------------------------------------------------ | ------------------------------------------------------------------ | ------------------------------------------------------------------ |
| 1.                                                                 | Hemel                                                              | juweel                                                             |
| 2.                                                                 | Wind                                                               | halve maan                                                         |
| 3.                                                                 | Vuur                                                               | driehoek                                                           |
| 4.                                                                 | Water                                                              | cirkel                                                             |
| 5.                                                                 | Bodem, Aarde                                                       | rechthoek                                                          |

| Itatōba, Itagōba, Itabō, Hiratōba, Bantōba, Pantapo (Sotōba)                                                                                 |
| --- |
| - Itatōba (sotōba), opgesteld achter graf - Itatōba (sotōba) - Itatōba (sotōba) bij graf van Kurosawa Akira - Itatōba, leunend tegen Gorintō |

Itatōba is de vaak in het Japanse boeddhisme op begraafplaatsen als grafgift gebruikte mini-pagode, die gebruikt wordt om de overledenen te herdenken.
De term sotōba (卒塔婆) kan stoepa (仏塔) betekenen, of een ander woord zijn voor itatōba (板塔婆).
In India en China worden als stoepa's aarde en stenen heuvels gemaakt en in Japan wordt het gecombineerd met hout. De naam "sotōba" is afgeleid van het Sanskriet stupa, en de sotōba worden ook beschouwd als pagodes. Andere namen voor sotōba zijn: tō,  tōba. Sotōba of stoepa (stupa) is in Japan de algemene naam voor een gebouw, waarin boeddhistische relieken worden bewaard om ze te gedenken. Sotōba is de generieke naam voor elk type houten of stenen, van miniatuur klein (zoals hyakumantō) tot grote pagode of stoepa.

Aoishitōba · 
Bantōba · 
Buttō · 
Daitō · 
Gorintō · 
Hiratōba · 
Hōkyōintō · 
Hōtō · 
Hyakumantō · 
Ishitō · 
Itabi · 
Itabō · Itatōba · 
Kaisantō · 
Kasatōba · 
Kunisakitō · 
Mokutō · 
Muhōtō · 
Pantōba · Pantapō · 
Rantō · 
Sekitō · 
Sōrintō · 
Sōtō · 
Sotōba · 
Tahōtō · 
Tajūtō · Tasōtō · 
Tō · Tōba · 
Yugitō